# Bosse (auteur)
Pour les articles homonymes, voir Bosse et Bosmans.
Bosse, de son vrai nom Serge Bosmans, né le 6 août 1954 à Anderlecht (province de Brabant), est un dessinateur et scénariste de bande dessinée belge.

## Carrière
Serge Bosmans naît le 6 août 1954 à Anderlecht, une commune bruxelloise. Bosse, fait la connaissance de Watch, Dédé (André Verheye) et Bom à l'Académie royale des beaux-arts de Bruxelles en 1970. En 1972, sa passion de l'écriture se manifeste par la parution du magazine bien éphémère Zazou dont il est cofondateur avec Bom.
Sous le pseudonyme de Bosse, Serge Bosmans collabore au magazine Spirou avec pour première publication une Carte Blanche en 1971. Ensuite, il y publie deux récits complets de deux pages en 1973 et un autre en 1974 dans la rubrique Carte Blanche. Il y continue à illustrer de nombreux rubriques et surtout des Jeux du professeur Travels.
À partir de 1974, il devient le coscénariste et codessinateur de la série Zowie avec Christian Darasse aux Éditions Dupuis. Reprise de cette série en 2006 aux Éditions Dargaud. En 1976, il se fait scénariste pour des one shots ou des récits courts pour Christian Darasse (Sin Glass, série de science-fiction), Bernard Hislaire (Baladin et Coursensac) et Jean-Marie Brouyère (Gontran Miro).
En 1977, il rédige de nombreux articles pour le journal L’Inexpliqué aux éditions Atlas. L'année suivante, il crée avec Christian Darasse la série Zowie, qui s'écrira sur cinq cent dix planches jusqu'en 1984, reprise en intégrale chez Dargaud en 2009.
Bosse lance une éphémère série de planches à gags avec Darasse Zéro de conduite en 1983-1984.
C'est en tant que dessinateur que l'on retrouve sa signature dans Oxygen avec Plume et Mutine en 1984. Bosse se met à l'écriture à quatre mains avec Bom pour le scénario de La Meute du fou de la série médiévale Gauthier de Montrevel, les crayonnés sont de Marc Michetz et l'encrage est réalisé par Christian Darasse. Cette série ne sera pas publiée. La même année, il commence en tant que scénariste la série Kogaratsu, le samouraï dessinée par Marc Michetz aux éditions Dupuis, cette série est parfois prépubliée dans Spirou et publiée en 14 albums dans différentes collections chez Dupuis (1985-2014). 
Avec ce même comparse de Christian Darasse, il commence comme scénariste et codessinateur la série Donjons et Dragons, prépubliée dans Tintin en 1984,. Il poursuit en lançant la série Hazel et Ogan pour le dessinateur Norma dans Tintin en 1986, (deux albums chez Blanco et un album Soleil, 1994).
En 1991, il écrit une monographie sur les duels à pied à la fin du Moyen Âge : Le Pas d’Armes de la Blanche Licorne aux éditions Kuru, réalisé avec la collaboration du Musée des Armes de Liège sous le patronage de Claude Gaier[réf. nécessaire].
À partir de 2009, il assiste Christian Darasse en réalisant les crayonnés de la série Tamara de Zidrou aux Éditions Dupuis. Il revient à l'époque moyenâgeuse avec l'écriture d'un scénario pour la série Jhen de Jacques Martin aux Éditions Casterman en 2010. En 2013, il participe à la Japan Expo de Bruxelles. De 2014 à 2017, il poursuit les séries et Tamara et Kogaratsu.

### Vie privée
Bosse demeure à Incourt. Il est marié et père de deux jumelles. Il est musicien et joue de la guitare basse,.
Grand amateur de jeux de rôle, Bosse est passionné par les joutes et combats de chevalerie, qu'elle soit japonaise ou en lien avec le Moyen Âge européen.

## Œuvre

### Collectifs
- Pétition - À la recherche d'Oesterheld et de tant d'autres[31] ! , Amnesty International, Bruxelles, 1986
Scénario : collectif dont Bosse - Dessin : collectif - Couleurs : noir et blanc
- L'Aventure du journal Tintin - 40 ans de bande dessinée[32], Le Lombard, Bruxelles, novembre 1986
Scénario : collectif dont Bosse - Dessin et couleurs : collectif -  (ISBN 2-8036-0574-0)Participation : Donjons et Dragons.
- Images du scoutisme - 50 ans de calendrier FSC[33], FSC, Bruxelles, 1991
Scénario et couleurs : collectif - Dessin : collectif dont Bosse,Préface : Stéphane Steeman. Participation : novembre 1990.

### Revues et journaux
- Sin Glass dans Spirou[34] ;
- Donjons et Dragons dans Tintin de 1984 à 1986[11],[7].

### Illustrations
La Nouvelle policière latino-américaine, Aleph, coll. « Ides ... et autres », Bruxelles, 1976 (OCLC 252703067).

### Expositions
- 2009 : Exposition Kogaratsu au 6e Festival BulleBerry à Bourges[36].
- 2013 : Expo au MOOF (Museum of original figurines) à Bruxelles jusqu'au 31 janvier 2014[9], célébration des 30 ans de Kogaratsu[37].

## Réception

### Prix et distinctions
- 1993 : Grand prix du festival de la ville de Courtrai[réf. nécessaire].
- 2011 :  prix de la BD pour l’ensemble de son œuvre au festival du fantastique Trolls et Légendes[38].